# Medelhavsspelen 2001
Medelhavsspelen 2001, de 14:e Medelhavsspelen i ordningen, arrangerades i Tunis i Tunisien under perioden 2–15 september 2001. 3 041 idrottsutövare från 23 länder deltog i tävlingarna som omfattade 24 olika idrottstävlingar.

## Sporter
| Basket Bordtennis Boxning Bowls Brottning | Cykling Fotboll Friidrott Fäktning Golf | Gymnastik Handboll Judo Karate Rodd | Segling Simning Skytte Tennis Tyngdlyftning | Volleyboll Vattenpolo |

## Medaljer
| Position | Land        | Guld | Silver | Brons | Medaljer totalt |
| -------- | ----------- | ---- | ------ | ----- | --------------- |
| 1.       | Frankrike   | 42   | 32     | 48    | 122             |
| 2.       | Italien     | 38   | 62     | 39    | 139             |
| 3.       | Spanien     | 33   | 25     | 44    | 102             |
| 4.       | Turkiet     | 33   | 16     | 12    | 61              |
| 5.       | Grekland    | 28   | 33     | 30    | 91              |
| 6.       | Tunisien    | 17   | 13     | 26    | 56              |
| 7.       | Algeriet    | 10   | 10     | 9     | 29              |
| 8.       | Kroatien    | 8    | 6      | 6     | 20              |
| 9.       | Egypten     | 7    | 13     | 17    | 37              |
| 10.      | Marocko     | 6    | 5      | 5     | 16              |
| 11.      | Slovenien   | 5    | 5      | 10    | 20              |
| 12.      | Jugoslavien | 3    | 5      | 14    | 22              |
| 13.      | Cypern      | 1    | 1      | 3     | 5               |
| 14.      | Syrien      | 0    | 5      | 4     | 9               |
| 15.      | Libanon     | 0    | 1      | 1     | 2               |
| 16.      | Albanien    | 0    | 1      | 0     | 1               |
| 17.      | Bosnien     | 0    | 0      | 3     | 3               |
| 18.      | Libyen      | 0    | 0      | 1     | 1               |